# اتلو (نمایش ۱۳۸۹)
اتلو نمایشی بی‌کلام به کارگردانی و طراحی حرکات عاطفه تهرانی است که توسط گروه تئاتر «ایندرا» بر اساس نمایش‌نامه اتلو اثر شکسپیر اجرا شد. این اثر جایزه بهترین کارگردانی تئاتر را از جشنواره تئاتر فجر دریافت کرده است و سحر افتخار زاده طراح لباس این اثر از سوی منتقدان جهانی تئاتر جایزه بهترین طراحی لباس را نیز دریافت کرده است.
برخی وب‌گاه‌ها مانند رجانیوز این نمایش را مبتذل، دارای صحنه‌های اختلاط زن و مرد، و ترویج دهنده نوع لباس خواندند.